# Numeração aborígene australiana
Uma concepção equivocada entre os que não têm real conhecimento sobre a língua dos aborígenes da Austrália é aquela de que tais etnias não sabem contar acima de dois ou três, não têm em suas línguas termos para esses números maiores.  Esse mito sobrevive, sendo generalizado até hoje, inclusive para diversas outras etnias de cultura mais primitiva. Porém, Alfred William Howittt, que estudou os povos do sudoeste da Austrália, demonstrou o contrário desde o final do século XIX.
O sistema de numeração e contagem dos Aborígenes australianos era usado para enviar comunicações através de bastões de mensagem para clãs, tribos, vizinhas, para dar-lhes alertas, convidá-los para lutas programadas, para corroborees (encontros cerimoniais entre tribos), jogos de bola  “marn groo” (diversos tipos de jogos com bola praticados pelos aborígenes, algo como futebol). Os números eram usados para informar datas dos encontros (em lunações), as distâncias entre os locais de jogos, etc. Os mensageiros tinha que saber a mensagem de cor e mesmo assim levar os bastões.
Os sistemas de numeração a seguir mostrados são aqueles dos falantes das línguas dos povos Wurundjeri e Wotjoballuk. Howitt escreveu que esses sistemas de numeração eram comuns e similares para quase todos os povos encontrados no sudoeste: "sua ocorrência nessas tribos sugere que tais sistemas devem ter sido bem gerais em uma parte considerável do hoje estado australiano de Vitória".
Como se pode ver nas tabelas abaixo, os nomes dados aos números se baseavam em partes do corpo humano, cujos nomes também eram bem curiosos, metafóricos e até poéticos em alguns casos. Os mensageiros apontavam para esses pontos do corpo para confirmar as quantidades em questão.

## Sistema Wurundjeri
| Nome aborígene    | Tradução literal | Português                                 | Número |
| ----------------- | --- | ----------------------------------------- | ------ |
| Būbūpi-mŭringya   | criança da mão | dedo mínimo                               | 1      |
| Būláto-rável      | um pouco maior | dedo anular                               | 2      |
| Būláto            | maior | dedo médio                                | 3      |
| Urnŭng-mélŭk      | Urnŭng = direção + Mélŭk = larva encontrada em buracos de alguns Eucaliptos                                         | dedo indicador                            | 4      |
| Babŭngyi-mŭringya | mãe da mão | dedo polegar                              | 5      |
| Krauel            | | punho                                     | 6      |
| Ngŭrŭmbul         | garfo | divergência dos tendões radiais           | 7      |
| Jerauabil         | | antebraço - extensão dos músculos radiais | 8      |
| Thánbŭr           | um local redondo | parte interior do cotovelo                | 9      |
| Berbert           | Pseudocheirus peregrinus, também o de bracelete feito do pelo desse animal e também do ponto do braço onde é usado. | biceps                                    | 10     |
| Wūling            | | junta do ombro                            | 11     |
| Krakerap          | ”ponto da sacola”, da bolsa, onde a alça da bolsa se apoia                                                          | clavícula                                 | 12     |
| Gūrnbert          | colar feito de plantas, ou onde no corpo se usam tais colares                                                       | pescoço                                   | 13     |
| Kŭrnagor          | ponto final de uma colina, de uma espora ou encosta                                                                 | lóbulo auricular                          | 14     |
| Ngárabŭl          | encosta, meio, de uma colina                                                                                        | sutura lateral do crânio                  | 15     |
| Bŭndale           | ponto de corte, o ponto onde se fende algo com um instrumento afiado. de bundaya=cortar                             | topo da cabeça                            | 16     |
Howitt informou que  "de 16 em diante a contagem desce pelo outro lado pelas suas partes equivalentes, o que aumenta bem o limite da contagem" que vai até 31.

## Sistema Wotjoballuk
| Nome aborígene    | Tradução literal | Português                     | Número |
| ----------------- | --- | ----------------------------- | ------ |
| Giti mŭnya        | mão pequena | dedo mínimo                   | 1      |
| Gaiŭp mŭnya       | de gaiŭp = um, mŭnya = não | dedo anular                   | 2      |
| Marŭng mŭnya      | de marung = pinho do deserto (Callitris verrucosa). (é o dedo maior, e esse pinho é mais alto que as demais árvores na terra Wotjo)                              | dedo médio                    | 3      |
| Yolop-yolop mŭnya | de yolop =apontar ou mirar | dedo indicador                | 4      |
| Bap mŭnya         | de Bap = mão + mŭnya = mãe | dedo polegar                  | 5      |
| Dart gŭr          | de dart = buraco + gur = braço | junta da mão com braço        | 6      |
| Boibŭn            | pequeno inchaço (dos flexores , músculos do antebraço) | antebraço                     | 7      |
| Bun-darti         | buraco, refere-se ao interno vazio do cotovelo | interior do cotovelo          | 8      |
| Gengen dartchŭk   | de gengen = amarrar + dartchuk = braço. ou Pseudocheirus peregrinus, também o de bracelete feito do pelo desse animal e também do ponto do braço onde é usado. . | biceps                        | 9      |
| Borporŭng         | | ponto do ombro                | 10     |
| Jarak-gourn       | colar feito de plantas, ou onde no corpo se usam tais colares | garganta                      | 11     |
| Nerŭp wrembŭl     | de nerŭp = a parte traseira ou base de algo + wrembŭl= ouvido | lóbulo auricular              | 12     |
| Wŭrt wrembŭl''    | de wŭrt = acima e também atrás + wrembŭl = ouvido | parte acima e atrás da orelha | 13     |
| Doke doke         | de doka = mover | sacudir a cabeça              | 14     |
| Det det           | dura, resistente | coroa da cabeça               | 15     |